# Élections cantonales de 1992 dans les Alpes-Maritimes
Les élections cantonales ont eu lieu les 22 et 29 mars 1992.
Lors de ces élections, 26 des 52 cantons des Alpes-Maritimes ont été renouvelés. Elles ont vu la reconduction de la majorité RPR dirigée par Charles Ginésy, président du conseil général depuis 1990.

## Résultats à l’échelle du département
Répartition départementale des résultats (2e tour).
- PCF (2,18 %)
- PS (6,57 %)
- Verts (1,32 %)
- RPR (21,84 %)
- UDF (21,41 %)
- DVD (18,64 %)
- FN (28,03 %)

| Étiquette      | Étiquette                          | Premier tour | Premier tour | Second tour | Second tour | Sièges |
| Étiquette      | Étiquette                          | Voix         | %            | Voix        | %           | Sièges |
| -------------- | ---------------------------------- | ------------ | ------------ | ----------- | ----------- | ------ |
|                | Parti socialiste                   | 24 088       | 10,77        | 11 649      | 6,57        | 0      |
|                | Parti communiste français          | 18 984       | 8,49         | 3 869       | 2,18        | 1      |
|                | Majorité présidentielle            | 2 103        | 0,94         |             |             |        |
|                | Parti radical de gauche            | 1 544        | 0,69         |             |             |        |
|                | Extrême gauche                     | 764          | 0,34         |             |             |        |
| Gauche         | Gauche                             | 47 483       | 21,23        | 15 518      | 8,75        | 1      |
|                |                                    |              |              |             |             |        |
|                | Front national                     | 53 861       | 24,08        | 49 679      | 28,03       | 1      |
|                | Divers droite                      | 37 354       | 16,70        | 33 046      | 18,64       | 9      |
|                | Rassemblement pour la République   | 32 800       | 14,66        | 38 713      | 21,84       | 9      |
|                | Union pour la démocratie française | 32 549       | 14,55        | 37 959      | 21,41       | 6      |
|                | Extrême droite                     | 581          | 0,26         |             |             |        |
| Droite         | Droite                             | 157 145      | 70,25        | 159 397     | 89,92       | 25     |
|                |                                    |              |              |             |             |        |
|                | Les Verts                          | 18 233       | 8,15         | 2 344       | 1,32        | 0      |
|                | Génération écologie                | 826          | 0,37         |             |             |        |
| Écologistes    | Écologistes                        | 19 059       | 8,52         | 826         | 0,37        | 0      |
|                |                                    |              |              |             |             |        |
| Inscrits       | Inscrits                           | 329 001      | 100,00       | 316 587     | 100,00      |        |
| Abstention     | Abstention                         | 96 673       | 29,38        | 127 400     | 40,24       |        |
| Votants        | Votants                            | 232 328      | 70,62        | 189 187     | 59,76       |        |
| Blancs et nuls | Blancs et nuls                     | 8 641        | 3,72         | 11 928      | 6,30        |        |
| Exprimés       | Exprimés                           | 223 687      | 96,28        | 177 259     | 93,70       |        |

## Résultats par canton

### Canton d'Antibes-Centre
| Candidats      | Candidats                   | Étiquette      | Premier tour | Premier tour | Second tour | Second tour |
| Candidats      | Candidats                   | Étiquette      | Voix         | %            | Voix        | %           |
| -------------- | --------------------------- | -------------- | ------------ | ------------ | ----------- | ----------- |
|                | Jean Bunoz*                 | UDF            | 5 219        | 42,18        | 6 453       | 66,69       |
|                | Jacqueline Bouffier-Pothier | FN             | 3 531        | 28,54        | 3 223       | 33,31       |
|                | Michel Bracq                | Verts          | 1 498        | 12,11        |             |             |
|                | Gerard Bonneau              | PS             | 1 143        | 9,24         |             |             |
|                | Claude Ammirati             | PS             | 501          | 4,05         |             |             |
|                | Denis La Spesa              | PCF            | 482          | 3,90         |             |             |
|                |                             |                |              |              |             |             |
| Inscrits       | Inscrits                    | Inscrits       | 18 794       | 100,00       | 18 794      | 100,00      |
| Abstention     | Abstention                  | Abstention     | 6 143        | 32,69        | 8 502       | 45,24       |
| Votants        | Votants                     | Votants        | 12 651       | 67,31        | 10 292      | 54,76       |
| Blancs et nuls | Blancs et nuls              | Blancs et nuls | 277          | 2,19         | 616         | 5,99        |
| Exprimés       | Exprimés                    | Exprimés       | 12 374       | 97,81        | 9 676       | 94,01       |

*sortant

### Canton de Cagnes-sur-Mer-Centre
| Candidats      | Candidats              | Étiquette      | Premier tour | Premier tour | Second tour | Second tour |
| Candidats      | Candidats              | Étiquette      | Voix         | %            | Voix        | %           |
| -------------- | ---------------------- | -------------- | ------------ | ------------ | ----------- | ----------- |
|                | Hubert Gambade         | FN             | 2 701        | 24,63        | 3 318       | 36,80       |
|                | Jean-Antoine Burroni   | RPR            | 2 217        | 20,21        | 5 698       | 63,20       |
|                | Marie-Ange Riger       | UDF            | 1 505        | 13,72        |             |             |
|                | Patrice Decorte        | PS             | 1 215        | 11,08        |             |             |
|                | Michele Hassold-Bottin | UDF            | 589          | 5,37         |             |             |
|                | Maurice Bardet         | Verts          | 496          | 4,52         |             |             |
|                | Henri Dimeglio         | DVD            | 480          | 4,38         |             |             |
|                | Daniel Roux            | Verts          | 465          | 4,24         |             |             |
|                | Raymond de Lorenzi     | PCF            | 432          | 3,94         |             |             |
|                | Jean Barbry            | DVD            | 414          | 3,77         |             |             |
|                | Henri Le Guillou       | EXD            | 254          | 2,32         |             |             |
|                | Jean-Pierre Facoetti   | DVD            | 200          | 1,82         |             |             |
|                |                        |                |              |              |             |             |
| Inscrits       | Inscrits               | Inscrits       | 15 918       | 100,00       | 15 919      | 100,00      |
| Abstention     | Abstention             | Abstention     | 4 599        | 28,89        | 6 221       | 39,08       |
| Votants        | Votants                | Votants        | 11 319       | 71,11        | 9 698       | 60,92       |
| Blancs et nuls | Blancs et nuls         | Blancs et nuls | 351          | 3,10         | 682         | 7,03        |
| Exprimés       | Exprimés               | Exprimés       | 10 968       | 96,90        | 9 016       | 92,97       |

### Canton de Coursegoules
| Candidats      | Candidats               | Étiquette      | Premier tour | Premier tour |
| Candidats      | Candidats               | Étiquette      | Voix         | %            |
| -------------- | ----------------------- | -------------- | ------------ | ------------ |
|                | Jean-Pierre Mascarelli* | DVD            | 945          | 72,58        |
|                | Maurice Bouzereau       | PS             | 153          | 11,75        |
|                | Isidore Focachon        | FN             | 128          | 9,83         |
|                | Philippe Barale         | PCF            | 76           | 5,84         |
|                |                         |                |              |              |
| Inscrits       | Inscrits                | Inscrits       | 1 636        | 100,00       |
| Abstention     | Abstention              | Abstention     | 297          | 18,15        |
| Votants        | Votants                 | Votants        | 1 339        | 81,85        |
| Blancs et nuls | Blancs et nuls          | Blancs et nuls | 37           | 2,76         |
| Exprimés       | Exprimés                | Exprimés       | 1 302        | 97,24        |

*sortant

### Canton de l'Escarène
| Candidats      | Candidats              | Étiquette      | Premier tour | Premier tour | Second tour | Second tour |
| Candidats      | Candidats              | Étiquette      | Voix         | %            | Voix        | %           |
| -------------- | ---------------------- | -------------- | ------------ | ------------ | ----------- | ----------- |
|                | Jacqueline Corniglion* | PCF            | 1 416        | 30,13        | 2 079       | 48,99       |
|                | Pierre Donadey         | RPR            | 1 064        | 22,64        | 2 049       | 48,28       |
|                | Georges Deorestis      | DVD            | 977          | 20,79        | 116         | 2,73        |
|                | Jean-François Devillon | FN             | 504          | 10,73        |             |             |
|                | Vital Thiveyrat        | DVD            | 300          | 6,38         |             |             |
|                | James Deleuse          | PS             | 242          | 5,15         |             |             |
|                | Louis Caprini          | PS             | 196          | 4,17         |             |             |
|                |                        |                |              |              |             |             |
| Inscrits       | Inscrits               | Inscrits       | 6 147        | 100,00       | 6 147       | 100,00      |
| Abstention     | Abstention             | Abstention     | 1 239        | 20,16        | 1 623       | 26,40       |
| Votants        | Votants                | Votants        | 4 908        | 79,84        | 4 524       | 73,60       |
| Blancs et nuls | Blancs et nuls         | Blancs et nuls | 209          | 4,26         | 280         | 6,19        |
| Exprimés       | Exprimés               | Exprimés       | 4 699        | 95,74        | 4 244       | 93,81       |

*sortant

### Canton de Grasse-Nord
| Candidats      | Candidats           | Étiquette      | Premier tour | Premier tour | Second tour | Second tour |
| Candidats      | Candidats           | Étiquette      | Voix         | %            | Voix        | %           |
| -------------- | ------------------- | -------------- | ------------ | ------------ | ----------- | ----------- |
|                | Hervé de Fontmichel | UDF            | 2 295        | 25,74        | 2 923       | 42,02       |
|                | Claude Leroux       | RPR            | 1 729        | 19,39        | 2 803       | 40,30       |
|                | Georges Teisseire   | FN             | 1 513        | 16,97        | 1 230       | 17,68       |
|                | Paule Le Bihan      | Verts          | 955          | 10,71        |             |             |
|                | Henri Goby          | DVD            | 904          | 10,14        |             |             |
|                | Jean Vinciguerra    | PS             | 699          | 7,84         |             |             |
|                | Claude Mayaffre     | PCF            | 821          | 9,21         |             |             |
|                |                     |                |              |              |             |             |
| Inscrits       | Inscrits            | Inscrits       | 13 305       | 100,00       | 13 299      | 100,00      |
| Abstention     | Abstention          | Abstention     | 4 036        | 30,33        | 5 479       | 41,20       |
| Votants        | Votants             | Votants        | 9 269        | 69,67        | 7 820       | 58,80       |
| Blancs et nuls | Blancs et nuls      | Blancs et nuls | 353          | 3,81         | 864         | 11,05       |
| Exprimés       | Exprimés            | Exprimés       | 8 916        | 96,19        | 6 956       | 88,95       |

### Canton de Grasse-Sud
| Candidats      | Candidats           | Étiquette      | Premier tour | Premier tour | Second tour | Second tour |
| Candidats      | Candidats           | Étiquette      | Voix         | %            | Voix        | %           |
| -------------- | ------------------- | -------------- | ------------ | ------------ | ----------- | ----------- |
|                | Jean-Pierre Leleux* | UDF            | 4 269        | 41,07        | 4 507       | 52,78       |
|                | Pierre Pauvert      | FN             | 2 168        | 20,86        | 1 689       | 19,78       |
|                | Alain Dartigues     | Verts          | 1 787        | 17,19        | 2 344       | 27,45       |
|                | Philippe Morin      | PS             | 1 090        | 10,49        |             |             |
|                | Jean-Claude Urbach  | PCF            | 1 081        | 10,40        |             |             |
|                |                     |                |              |              |             |             |
| Inscrits       | Inscrits            | Inscrits       | 14 772       | 100,00       | 14 768      | 100,00      |
| Abstention     | Abstention          | Abstention     | 3 728        | 25,24        | 5 679       | 38,45       |
| Votants        | Votants             | Votants        | 11 044       | 74,76        | 9 089       | 61,55       |
| Blancs et nuls | Blancs et nuls      | Blancs et nuls | 649          | 5,88         | 549         | 6,04        |
| Exprimés       | Exprimés            | Exprimés       | 10 395       | 94,12        | 8 540       | 93,96       |

*sortant

### Canton de Guillaumes
| Candidats      | Candidats       | Étiquette      | Premier tour | Premier tour |
| Candidats      | Candidats       | Étiquette      | Voix         | %            |
| -------------- | --------------- | -------------- | ------------ | ------------ |
|                | Charles Ginésy* | RPR            | 1 579        | 63,72        |
|                | Eliane Pratico  | PS             | 458          | 18,48        |
|                | Andrée Jayles   | Verts          | 212          | 8,56         |
|                | Théo Prat       | FN             | 129          | 5,21         |
|                | Alain Ragazzini | PCF            | 100          | 4,04         |
|                |                 |                |              |              |
| Inscrits       | Inscrits        | Inscrits       | 3 164        | 100,00       |
| Abstention     | Abstention      | Abstention     | 613          | 19,37        |
| Votants        | Votants         | Votants        | 2 551        | 80,63        |
| Blancs et nuls | Blancs et nuls  | Blancs et nuls | 73           | 2,86         |
| Exprimés       | Exprimés        | Exprimés       | 2 478        | 97,14        |

*sortant

### Canton de Lantosque
| Candidats      | Candidats         | Étiquette      | Premier tour | Premier tour |
| Candidats      | Candidats         | Étiquette      | Voix         | %            |
| -------------- | ----------------- | -------------- | ------------ | ------------ |
|                | Jean Thaon*       | DVD            | 1 332        | 78,58        |
|                | Rene Borriglione  | PCF            | 261          | 15,40        |
|                | Marie-José Muller | FN             | 102          | 6,02         |
|                |                   |                |              |              |
| Inscrits       | Inscrits          | Inscrits       | 2 223        | 100,00       |
| Abstention     | Abstention        | Abstention     | 418          | 18,80        |
| Votants        | Votants           | Votants        | 1 805        | 81,20        |
| Blancs et nuls | Blancs et nuls    | Blancs et nuls | 110          | 6,09         |
| Exprimés       | Exprimés          | Exprimés       | 1 695        | 93,91        |

*sortant

### Canton de Levens
| Candidats      | Candidats      | Étiquette      | Premier tour | Premier tour |
| Candidats      | Candidats      | Étiquette      | Voix         | %            |
| -------------- | -------------- | -------------- | ------------ | ------------ |
|                | Alain Frère*   | RPR            | 5 289        | 63,12        |
|                | Maurice Dani   | PCF            | 1 722        | 20,55        |
|                | Jean Thiery    | FN             | 1 368        | 16,33        |
|                |                |                |              |              |
| Inscrits       | Inscrits       | Inscrits       | 11 072       | 100,00       |
| Abstention     | Abstention     | Abstention     | 2 059        | 18,60        |
| Votants        | Votants        | Votants        | 9 013        | 81,40        |
| Blancs et nuls | Blancs et nuls | Blancs et nuls | 634          | 7,03         |
| Exprimés       | Exprimés       | Exprimés       | 8 379        | 92,97        |

*sortant

### Canton de Mandelieu-Cannes-Ouest
| Candidats      | Candidats           | Étiquette      | Premier tour | Premier tour | Second tour | Second tour |
| Candidats      | Candidats           | Étiquette      | Voix         | %            | Voix        | %           |
| -------------- | ------------------- | -------------- | ------------ | ------------ | ----------- | ----------- |
|                | André Blanc*        | RPR            | 4 301        | 29,27        | 7 864       | 44,70       |
|                | Jean Boulangeotv    | 3 799          | 25,86        | 5 301        | 30,13       |             |
|                | Patrick Lafargue    | DVD            | 2 174        | 14,80        | 4 427       | 25,16       |
|                | Andre Sapede        | PS             | 1 416        | 9,64         |             |             |
|                | Paul Vogel          | Verts          | 1 336        | 9,09         |             |             |
|                | Bernadette Fontaine | PCF            | 767          | 5,22         |             |             |
|                | Albert Desenclos    | DVD            | 664          | 4,52         |             |             |
|                | Michel Brun         | DVD            | 235          | 1,60         |             |             |
|                |                     |                |              |              |             |             |
| Inscrits       | Inscrits            | Inscrits       | 20 657       | 100,00       | 30 554      | 100,00      |
| Abstention     | Abstention          | Abstention     | 5 482        | 26,54        | 11 723      | 38,37       |
| Votants        | Votants             | Votants        | 15 175       | 73,46        | 18 831      | 61,63       |
| Blancs et nuls | Blancs et nuls      | Blancs et nuls | 483          | 3,18         | 1 239       | 6,58        |
| Exprimés       | Exprimés            | Exprimés       | 14 692       | 96,82        | 17 592      | 93,42       |

*sortant

### Canton de Nice-3
| Candidats      | Candidats                          | Étiquette      | Premier tour | Premier tour | Second tour | Second tour |
| Candidats      | Candidats                          | Étiquette      | Voix         | %            | Voix        | %           |
| -------------- | ---------------------------------- | -------------- | ------------ | ------------ | ----------- | ----------- |
|                | Jean Icart*                        | UDF            | 3 632        | 26,60        | 6 835       | 64,84       |
|                | Jean-Pierre Gost                   | FN             | 3 563        | 26,09        | 3 706       | 35,16       |
|                | Jacques Victor                     | PCF            | 1 803        | 13,20        |             |             |
|                | Marcel Panizzoli                   | PRG            | 1 544        | 11,31        |             |             |
|                | Francoise Fresnel                  | Verts          | 1 151        | 8,43         |             |             |
|                | Maurice Gillard                    | Verts          | 510          | 3,73         |             |             |
|                | Daniel Olivieri                    | DVD            | 699          | 5,12         |             |             |
|                | Joseph Grammatico                  | DVD            | 634          | 4,64         |             |             |
|                | Jean-François Bisson de Sallanches | DVD            | 120          | 0,88         |             |             |
|                |                                    |                |              |              |             |             |
| Inscrits       | Inscrits                           | Inscrits       | 20 759       | 100,00       | 20 819      | 100,00      |
| Abstention     | Abstention                         | Abstention     | 6 505        | 31,34        | 9 280       | 44,57       |
| Votants        | Votants                            | Votants        | 14 254       | 68,66        | 11 539      | 55,43       |
| Blancs et nuls | Blancs et nuls                     | Blancs et nuls | 598          | 4,20         | 998         | 8,65        |
| Exprimés       | Exprimés                           | Exprimés       | 13 656       | 95,80        | 10 541      | 91,35       |

*sortant

### Canton de Nice-5
| Candidats      | Candidats                  | Étiquette      | Premier tour | Premier tour | Second tour | Second tour |
| Candidats      | Candidats                  | Étiquette      | Voix         | %            | Voix        | %           |
| -------------- | -------------------------- | -------------- | ------------ | ------------ | ----------- | ----------- |
|                | Geneviève Médecin-Assemat* | DVD            | 4 035        | 30,28        | 4 850       | 41,78       |
|                | Adrienne Franchi           | FN             | 3 975        | 29,83        | 3 675       | 31,66       |
|                | Patrick Mottard            | PS             | 2 651        | 19,89        | 3 084       | 26,57       |
|                | Guy Marimot                | Verts          | 945          | 7,09         |             |             |
|                | Eliane Guigo               | PCF            | 768          | 5,76         |             |             |
|                | Guy Tordo                  | Verts          | 605          | 4,54         |             |             |
|                | Pierre Schwartz            | DVD            | 348          | 2,61         |             |             |
|                |                            |                |              |              |             |             |
| Inscrits       | Inscrits                   | Inscrits       | 21 040       | 100,00       | 21 040      | 100,00      |
| Abstention     | Abstention                 | Abstention     | 7 204        | 34,24        | 9 056       | 43,04       |
| Votants        | Votants                    | Votants        | 13 836       | 65,76        | 11 984      | 56,96       |
| Blancs et nuls | Blancs et nuls             | Blancs et nuls | 509          | 3,68         | 375         | 3,13        |
| Exprimés       | Exprimés                   | Exprimés       | 13 327       | 96,32        | 11 609      | 96,87       |

*sortant

### Canton de Nice-7
| Candidats      | Candidats           | Étiquette      | Premier tour | Premier tour | Second tour | Second tour |
| Candidats      | Candidats           | Étiquette      | Voix         | %            | Voix        | %           |
| -------------- | ------------------- | -------------- | ------------ | ------------ | ----------- | ----------- |
|                | Michel Falicon*     | DVD            | 3 559        | 36,65        | 4 000       | 49,58       |
|                | Pierre Gerbal       | FN             | 2 699        | 27,80        | 2 304       | 28,56       |
|                | Philippe Lecorne    | PS             | 1 507        | 15,52        | 1 764       | 21,86       |
|                | Denis Roman         | Verts          | 1 094        | 11,27        |             |             |
|                | Jean Ferrandi       | PCF            | 502          | 5,17         |             |             |
|                | René-Marie Allegret | Verts          | 349          | 3,59         |             |             |
|                |                     |                |              |              |             |             |
| Inscrits       | Inscrits            | Inscrits       | 14 660       | 100,00       | 14 660      | 100,00      |
| Abstention     | Abstention          | Abstention     | 4 524        | 30,86        | 6 218       | 42,41       |
| Votants        | Votants             | Votants        | 10 136       | 69,14        | 8 442       | 57,59       |
| Blancs et nuls | Blancs et nuls      | Blancs et nuls | 426          | 4,20         | 374         | 4,43        |
| Exprimés       | Exprimés            | Exprimés       | 9 710        | 95,80        | 8 068       | 95,57       |

*sortant

### Canton de Nice-8
| Candidats      | Candidats          | Étiquette      | Premier tour | Premier tour | Second tour | Second tour |
| Candidats      | Candidats          | Étiquette      | Voix         | %            | Voix        | %           |
| -------------- | ------------------ | -------------- | ------------ | ------------ | ----------- | ----------- |
|                | Christian Estrosi* | RPR            | 3 656        | 35,98        | 4 151       | 47,78       |
|                | Josiane Pastorel   | FN             | 2 843        | 27,98        | 2 435       | 28,03       |
|                | André Le Gat       | PS             | 1 746        | 17,18        | 2 102       | 24,19       |
|                | Daniel Saadoun     | Verts          | 929          | 9,14         |             |             |
|                | Patrice Mascarello | PCF            | 523          | 5,15         |             |             |
|                | Richard Pogliano   | PS             | 465          | 4,58         |             |             |
|                |                    |                |              |              |             |             |
| Inscrits       | Inscrits           | Inscrits       | 15 980       | 100,00       | 15 980      | 100,00      |
| Abstention     | Abstention         | Abstention     | 5 472        | 34,24        | 7 000       | 43,80       |
| Votants        | Votants            | Votants        | 10 508       | 65,76        | 8 980       | 56,20       |
| Blancs et nuls | Blancs et nuls     | Blancs et nuls | 346          | 3,29         | 292         | 3,25        |
| Exprimés       | Exprimés           | Exprimés       | 10 162       | 96,71        | 8 688       | 96,75       |

*sortant

### Canton de Nice-10
| Candidats      | Candidats           | Étiquette      | Premier tour | Premier tour | Second tour | Second tour |
| Candidats      | Candidats           | Étiquette      | Voix         | %            | Voix        | %           |
| -------------- | ------------------- | -------------- | ------------ | ------------ | ----------- | ----------- |
|                | Bernard Asso*       | RPR            | 4 607        | 39,29        | 5 478       | 51,73       |
|                | Max Baeza           | FN             | 3 483        | 29,70        | 3 202       | 30,24       |
|                | Henri Marcque       | PS             | 1 933        | 16,48        | 1 909       | 18,03       |
|                | Jean-Jacques Robin  | DVD            | 806          | 6,87         |             |             |
|                | Eric Primon         | PCF            | 584          | 4,98         |             |             |
|                | Jean-Pierre Malbert | EXD            | 313          | 2,67         |             |             |
|                | Patrice Miran       | Verts          | 0            | 0,00         |             |             |
|                |                     |                |              |              |             |             |
| Inscrits       | Inscrits            | Inscrits       | 19 180       | 100,00       | 19 167      | 100,00      |
| Abstention     | Abstention          | Abstention     | 7 063        | 36,82        | 8 277       | 43,18       |
| Votants        | Votants             | Votants        | 12 117       | 63,18        | 10 890      | 56,82       |
| Blancs et nuls | Blancs et nuls      | Blancs et nuls | 391          | 3,23         | 301         | 2,76        |
| Exprimés       | Exprimés            | Exprimés       | 11 726       | 96,77        | 10 589      | 97,24       |

*sortant

### Canton de Nice-11
| Candidats      | Candidats          | Étiquette      | Premier tour | Premier tour | Second tour | Second tour |
| Candidats      | Candidats          | Étiquette      | Voix         | %            | Voix        | %           |
| -------------- | ------------------ | -------------- | ------------ | ------------ | ----------- | ----------- |
|                | Jean Michau        | FN             | 3 962        | 30,05        | 3 699       | 32,92       |
|                | Jean Guillaud*     | UDF            | 3 377        | 25,61        | 4 747       | 42,25       |
|                | Christine Dorejo   | PS             | 2 150        | 16,31        | 2 790       | 24,83       |
|                | Henri Biondi       | Verts          | 1 574        | 11,94        |             |             |
|                | Alphonse Chiabaut  | DVD            | 1 069        | 8,11         |             |             |
|                | Marie-France Billi | PCF            | 1 052        | 7,98         |             |             |
|                |                    |                |              |              |             |             |
| Inscrits       | Inscrits           | Inscrits       | 19 922       | 100,00       | 19 921      | 100,00      |
| Abstention     | Abstention         | Abstention     | 6 290        | 31,57        | 8 291       | 41,62       |
| Votants        | Votants            | Votants        | 13 632       | 68,43        | 11 630      | 58,38       |
| Blancs et nuls | Blancs et nuls     | Blancs et nuls | 448          | 3,29         | 394         | 3,39        |
| Exprimés       | Exprimés           | Exprimés       | 13 184       | 96,71        | 11 236      | 96,61       |

*sortant

### Canton de Nice-12
| Candidats      | Candidats               | Étiquette      | Premier tour | Premier tour | Second tour | Second tour |
| Candidats      | Candidats               | Étiquette      | Voix         | %            | Voix        | %           |
| -------------- | ----------------------- | -------------- | ------------ | ------------ | ----------- | ----------- |
|                | Michel Moulin           | FN             | 2 338        | 26,03        | 2 285       | 30,70       |
|                | Jean-Claude Pastorelli* | DVD            | 1 845        | 20,54        | 2 784       | 37,41       |
|                | Elisabeth Roustan       | RPR            | 1 715        | 19,10        | 2 373       | 31,89       |
|                | Charles Caressa         | PCF            | 1 174        | 13,07        |             |             |
|                | Christine Mirauchaux    | PS             | 1 083        | 12,06        |             |             |
|                | Joel Rigolat            | GE             | 826          | 9,20         |             |             |
|                | Jacques Randon          | Verts          | 0            | 0,00         |             |             |
|                |                         |                |              |              |             |             |
| Inscrits       | Inscrits                | Inscrits       | 13 936       | 100,00       | 13 937      | 100,00      |
| Abstention     | Abstention              | Abstention     | 4 583        | 32,89        | 5 901       | 42,34       |
| Votants        | Votants                 | Votants        | 9 353        | 67,11        | 8 036       | 57,66       |
| Blancs et nuls | Blancs et nuls          | Blancs et nuls | 372          | 3,98         | 594         | 7,39        |
| Exprimés       | Exprimés                | Exprimés       | 8 981        | 96,02        | 7 442       | 92,61       |

*sortant

### Canton de Nice-14
| Candidats      | Candidats            | Étiquette      | Premier tour | Premier tour | Second tour | Second tour |
| Candidats      | Candidats            | Étiquette      | Voix         | %            | Voix        | %           |
| -------------- | -------------------- | -------------- | ------------ | ------------ | ----------- | ----------- |
|                | Jacques Peyrat       | FN             | 4 229        | 41,01        | 4 476       | 50,67       |
|                | Marie-Jeanne Murcia* | UDF            | 3 179        | 30,83        | 4 357       | 49,33       |
|                | Paul Cuturello       | PS             | 1 329        | 12,89        |             |             |
|                | Jacques Tiberi       | PCF            | 811          | 7,86         |             |             |
|                | Joel Cristofari      | EXG            | 764          | 7,41         |             |             |
|                | Abdelkrim Bourikab   | PS             | 0            | 0,00         |             |             |
|                |                      |                |              |              |             |             |
| Inscrits       | Inscrits             | Inscrits       | 16 344       | 100,00       | 16 344      | 100,00      |
| Abstention     | Abstention           | Abstention     | 5 684        | 34,78        | 6 995       | 42,80       |
| Votants        | Votants              | Votants        | 10 660       | 65,22        | 9 349       | 57,20       |
| Blancs et nuls | Blancs et nuls       | Blancs et nuls | 348          | 3,26         | 516         | 5,52        |
| Exprimés       | Exprimés             | Exprimés       | 10 312       | 96,74        | 8 833       | 94,48       |

*sortant

### Canton de Puget-Théniers
| Candidats      | Candidats           | Étiquette      | Premier tour | Premier tour | Second tour | Second tour |
| Candidats      | Candidats           | Étiquette      | Voix         | %            | Voix        | %           |
| -------------- | ------------------- | -------------- | ------------ | ------------ | ----------- | ----------- |
|                | Jean-Pierre Astier* | PCF            | 679          | 36,45        | 793         | 44,63       |
|                | Robert Velay        | RPR            | 648          | 34,78        | 984         | 55,37       |
|                | Edouard David       | PS             | 354          | 19,00        | Retrait     | Retrait     |
|                | Marius Borasci      | DVD            | 99           | 5,31         |             |             |
|                | Jean-Pierre Toni    | FN             | 83           | 4,46         |             |             |
|                |                     |                |              |              |             |             |
| Inscrits       | Inscrits            | Inscrits       | 2 470        | 100,00       | 2 467       | 100,00      |
| Abstention     | Abstention          | Abstention     | 536          | 21,70        | 583         | 23,63       |
| Votants        | Votants             | Votants        | 1 934        | 78,30        | 1 884       | 76,37       |
| Blancs et nuls | Blancs et nuls      | Blancs et nuls | 71           | 3,67         | 107         | 5,68        |
| Exprimés       | Exprimés            | Exprimés       | 1 863        | 96,33        | 1 777       | 94,32       |

*sortant

### Canton de Roquebillière
| Candidats      | Candidats           | Étiquette      | Premier tour | Premier tour | Second tour | Second tour |
| Candidats      | Candidats           | Étiquette      | Voix         | %            | Voix        | %           |
| -------------- | ------------------- | -------------- | ------------ | ------------ | ----------- | ----------- |
|                | Pierre Guigonis*    | RPR            | 1 008        | 42,88        | 1 222       | 55,07       |
|                | René Reghezza       | PCF            | 778          | 33,09        | 997         | 44,93       |
|                | Jean-Claude Fontana | RPR            | 313          | 13,31        | Retrait     | Retrait     |
|                | Jean-Louis Bonaud   | DVD            | 183          | 7,78         |             |             |
|                | Nadine Bellier      | FN             | 69           | 2,93         |             |             |
|                |                     |                |              |              |             |             |
| Inscrits       | Inscrits            | Inscrits       | 2 814        | 100,00       | 2 814       | 100,00      |
| Abstention     | Abstention          | Abstention     | 406          | 14,43        | 477         | 16,95       |
| Votants        | Votants             | Votants        | 2 408        | 85,57        | 2 337       | 83,05       |
| Blancs et nuls | Blancs et nuls      | Blancs et nuls | 57           | 2,37         | 118         | 5,05        |
| Exprimés       | Exprimés            | Exprimés       | 2 351        | 97,63        | 2 219       | 94,95       |

*sortant

### Canton de Saint-Laurent-du-Var-Cagnes-sur-Mer-Est
| Candidats      | Candidats        | Étiquette      | Premier tour | Premier tour | Second tour | Second tour |
| Candidats      | Candidats        | Étiquette      | Voix         | %            | Voix        | %           |
| -------------- | ---------------- | -------------- | ------------ | ------------ | ----------- | ----------- |
|                | Marc Moschetti*  | DVD            | 5 690        | 40,67        | 7 771       | 71,33       |
|                | Jean-Paul Ripoll | FN             | 2 802        | 20,03        | 3 124       | 28,67       |
|                | Claude Marconnet | UDF            | 1 804        | 12,90        |             |             |
|                | Noël Perna       | Verts          | 1 582        | 11,31        |             |             |
|                | Annie Ballon     | PS             | 1 486        | 10,62        |             |             |
|                | Michele Barone   | PCF            | 625          | 4,47         |             |             |
|                |                  |                |              |              |             |             |
| Inscrits       | Inscrits         | Inscrits       | 19 515       | 100,00       | 19 516      | 100,00      |
| Abstention     | Abstention       | Abstention     | 5 085        | 26,06        | 7 259       | 37,20       |
| Votants        | Votants          | Votants        | 14 430       | 73,94        | 12 257      | 62,80       |
| Blancs et nuls | Blancs et nuls   | Blancs et nuls | 441          | 3,06         | 1 362       | 11,11       |
| Exprimés       | Exprimés         | Exprimés       | 13 989       | 96,94        | 10 895      | 88,89       |

*sortant

### Canton de Saint-Martin-Vésubie
| Candidats      | Candidats            | Étiquette      | Premier tour | Premier tour |
| Candidats      | Candidats            | Étiquette      | Voix         | %            |
| -------------- | -------------------- | -------------- | ------------ | ------------ |
|                | Gaston Franco*       | RPR            | 914          | 67,70        |
|                | Francis Giolitti     | PS             | 208          | 15,41        |
|                | Robert Cano          | FN             | 145          | 10,74        |
|                | Jean-Pierre Lapoirie | PCF            | 83           | 6,15         |
|                |                      |                |              |              |
| Inscrits       | Inscrits             | Inscrits       | 1 848        | 100,00       |
| Abstention     | Abstention           | Abstention     | 400          | 21,65        |
| Votants        | Votants              | Votants        | 1 448        | 78,35        |
| Blancs et nuls | Blancs et nuls       | Blancs et nuls | 98           | 6,77         |
| Exprimés       | Exprimés             | Exprimés       | 1 350        | 93,23        |

*sortant

### Canton de Saint-Vallier-de-Thiey
| Candidats      | Candidats            | Étiquette      | Premier tour | Premier tour | Second tour | Second tour |
| Candidats      | Candidats            | Étiquette      | Voix         | %            | Voix        | %           |
| -------------- | -------------------- | -------------- | ------------ | ------------ | ----------- | ----------- |
|                | Florent Lerebour     | RPR            | 2 032        | 25,88        | 2 831       | 40,09       |
|                | Maxime Coullet       | DVD            | 1 781        | 22,68        | 3 265       | 46,23       |
|                | Christian Commermont | FN             | 1 192        | 15,18        | 966         | 13,68       |
|                | Dominique Begard     | DVD            | 1 083        | 13,79        |             |             |
|                | Henri Baudino        | PCF            | 444          | 5,65         |             |             |
|                | Didier Rimondi       | PS             | 757          | 9,64         |             |             |
|                | Rolland Molines      | DVD            | 435          | 5,54         |             |             |
|                | Xavier Landier       | DVD            | 115          | 1,46         |             |             |
|                | Alexandre Guinet     | EXD            | 14           | 0,18         |             |             |
|                |                      |                |              |              |             |             |
| Inscrits       | Inscrits             | Inscrits       | 10 835       | 100,00       | 10 835      | 100,00      |
| Abstention     | Abstention           | Abstention     | 2 671        | 24,65        | 3 485       | 32,16       |
| Votants        | Votants              | Votants        | 8 164        | 75,35        | 7 350       | 67,84       |
| Blancs et nuls | Blancs et nuls       | Blancs et nuls | 311          | 3,81         | 288         | 3,92        |
| Exprimés       | Exprimés             | Exprimés       | 7 853        | 96,19        | 7 062       | 96,08       |

### Canton de Vallauris-Antibes-Ouest
| Candidats      | Candidats              | Étiquette      | Premier tour | Premier tour | Second tour | Second tour |
| Candidats      | Candidats              | Étiquette      | Voix         | %            | Voix        | %           |
| -------------- | ---------------------- | -------------- | ------------ | ------------ | ----------- | ----------- |
|                | Alain Gumiel           | UDF            | 5 256        | 33,03        | 8 137       | 63,06       |
|                | Robert Crepin          | FN             | 4 368        | 27,45        | 4 766       | 36,94       |
|                | Jean-Pierre Ancillotti | PS             | 2 083        | 13,09        |             |             |
|                | Andre Jourdan          | Verts          | 2 046        | 12,86        |             |             |
|                | Gilbert Melia          | PCF            | 864          | 5,43         |             |             |
|                | Henri Mauro            | DVD            | 861          | 5,41         |             |             |
|                | Jean Mathieu           | PS             | 359          | 2,26         |             |             |
|                | Mounir Aboulkassem     | PS             | 78           | 0,49         |             |             |
|                |                        |                |              |              |             |             |
| Inscrits       | Inscrits               | Inscrits       | 23 494       | 100,00       | 23 494      | 100,00      |
| Abstention     | Abstention             | Abstention     | 7 008        | 29,83        | 9 384       | 39,94       |
| Votants        | Votants                | Votants        | 16 486       | 70,17        | 14 110      | 60,06       |
| Blancs et nuls | Blancs et nuls         | Blancs et nuls | 571          | 3,46         | 1 207       | 8,55        |
| Exprimés       | Exprimés               | Exprimés       | 15 915       | 96,54        | 12 903      | 91,45       |

### Canton de Villars-sur-Var
| Candidats      | Candidats          | Étiquette      | Premier tour | Premier tour |
| Candidats      | Candidats          | Étiquette      | Voix         | %            |
| -------------- | ------------------ | -------------- | ------------ | ------------ |
|                | René Gilly*        | DVD            | 1 281        | 68,65        |
|                | Edgar Malaussena   | PCF            | 269          | 14,42        |
|                | Monique Descalis   | PCF            | 157          | 8,41         |
|                | Christian Roossens | FN             | 159          | 8,52         |
|                |                    |                |              |              |
| Inscrits       | Inscrits           | Inscrits       | 2 403        | 100,00       |
| Abstention     | Abstention         | Abstention     | 457          | 19,02        |
| Votants        | Votants            | Votants        | 1 946        | 80,98        |
| Blancs et nuls | Blancs et nuls     | Blancs et nuls | 80           | 4,11         |
| Exprimés       | Exprimés           | Exprimés       | 1 866        | 95,89        |

*sortant

### Canton de Villefranche-sur-Mer
| Candidats      | Candidats             | Étiquette      | Premier tour | Premier tour | Second tour | Second tour |
| Candidats      | Candidats             | Étiquette      | Voix         | %            | Voix        | %           |
| -------------- | --------------------- | -------------- | ------------ | ------------ | ----------- | ----------- |
|                | René Vestri*          | DVD            | 3 918        | 33,94        | 5 833       | 62,23       |
|                | Bernard Anastaze      | FN             | 2 008        | 17,39        | 280         | 2,99        |
|                | Pierre-Paul Léonelli  | RPR            | 1 728        | 14,97        | 3 260       | 34,78       |
|                | Jean-Charles Guiran   | UDF            | 1 424        | 12,34        |             |             |
|                | Joël Blumenkranz      | PS             | 889          | 7,70         |             |             |
|                | Arnalde Bruciamacchie | PCF            | 710          | 6,15         |             |             |
|                | Jean Boulery          | Verts          | 699          | 6,06         |             |             |
|                | Jean-Marie Amblard    | DVD            | 168          | 1,46         |             |             |
|                |                       |                |              |              |             |             |
| Inscrits       | Inscrits              | Inscrits       | 16 113       | 100,00       | 16 112      | 100,00      |
| Abstention     | Abstention            | Abstention     | 4 171        | 25,89        | 5 967       | 37,03       |
| Votants        | Votants               | Votants        | 11 942       | 74,11        | 10 145      | 62,97       |
| Blancs et nuls | Blancs et nuls        | Blancs et nuls | 398          | 3,33         | 772         | 7,61        |
| Exprimés       | Exprimés              | Exprimés       | 11 544       | 96,67        | 9 373       | 92,39       |

*sortant